# Horst-Peter Hesse
Horst-Peter Hesse (* 24. Juni 1935 in Hamburg; † 29. April 2009 in Göttingen) war ein deutscher Musikwissenschaftler.

## Leben
Er studierte von 1953 bis 1956 am Hamburger Konservatorium Klavier, Orgel und Dirigieren und an der Universität Hamburg (1954–1956) Medizin und Psychologie. Nach Abschluss des Musikstudiums war er Chorleiter, Theatermusiker und Leiter einer Musikschule. Von 1966 bis 1970 studierte er an der Universität Hamburg Musikwissenschaft (Hans-Peter Reinecke, Georg von Dadelsen, Constantin Floros), Psychologie (Peter R. Hofstätter, Kurt Pawlik), Philosophie (Carl Friedrich von Weizsäcker), Pädagogik (Wilhelm Flitner) und Phonetik (Otto von Essen, Svend Smith). Nach der Promotion 1970 und der Habilitation
1978 wurde er 1988 Professor für Theorie der Musik am Mozarteum.

## Schriften (Auswahl)
- Die Wahrnehmung von Tonhöhe und Klangfarbe als Problem der Hörtheorie. Köln 1972, OCLC 923690320.
- Grundlagen der Harmonik in mikrotonaler Musik. Innsbruck 1989, ISBN 3-900590-07-9.
- als Herausgeber: Gedanken zu Alois Hába. Anif 1996, ISBN 3-85145-044-2.
- Musik und Emotion. Wissenschaftliche Grundlagen des Musik-Erlebens. Wien 2003, ISBN 3-211-00649-4.